# Автомагістраль AP-7 (Іспанія)

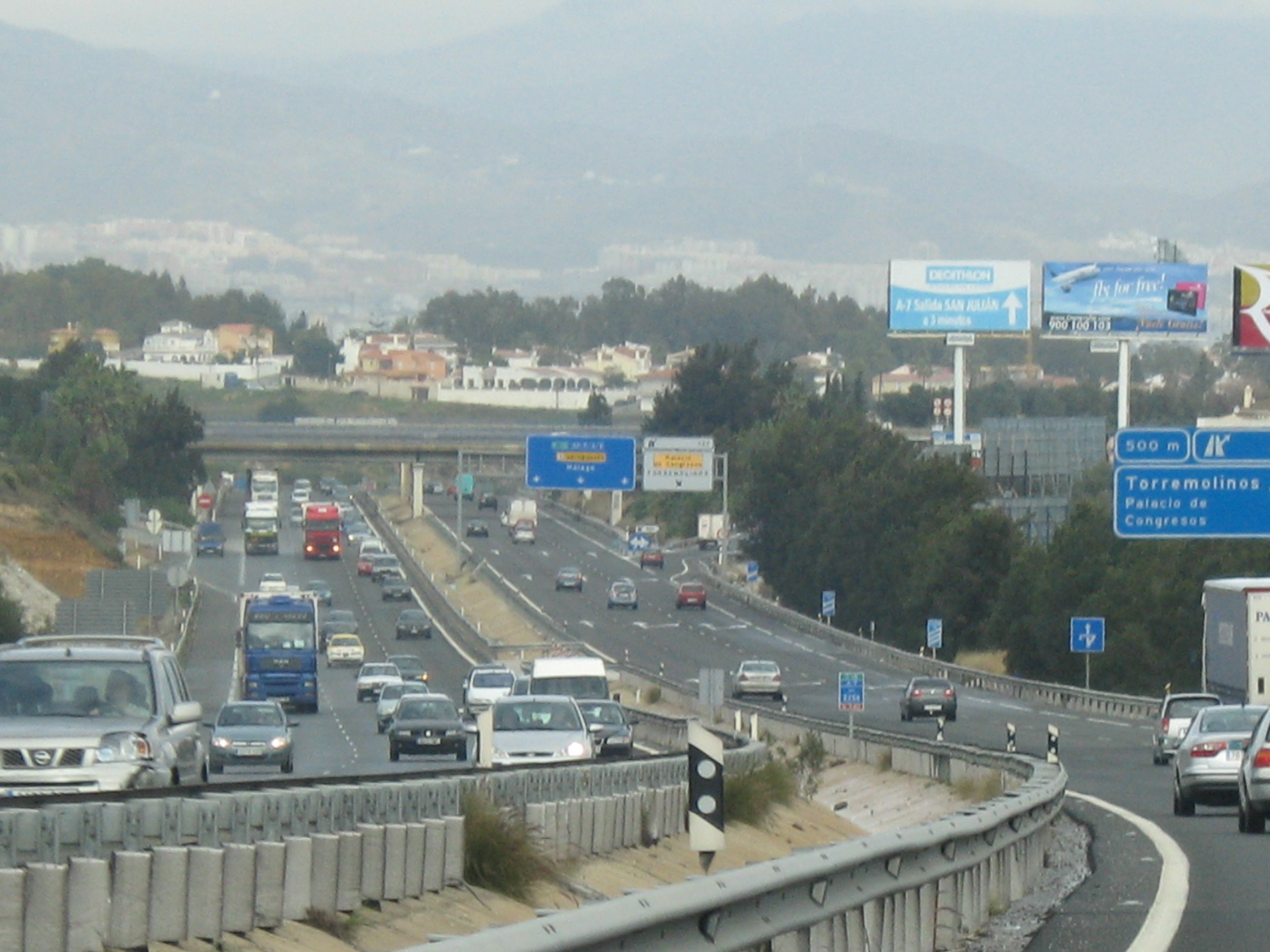
AP-7 у Малазі.

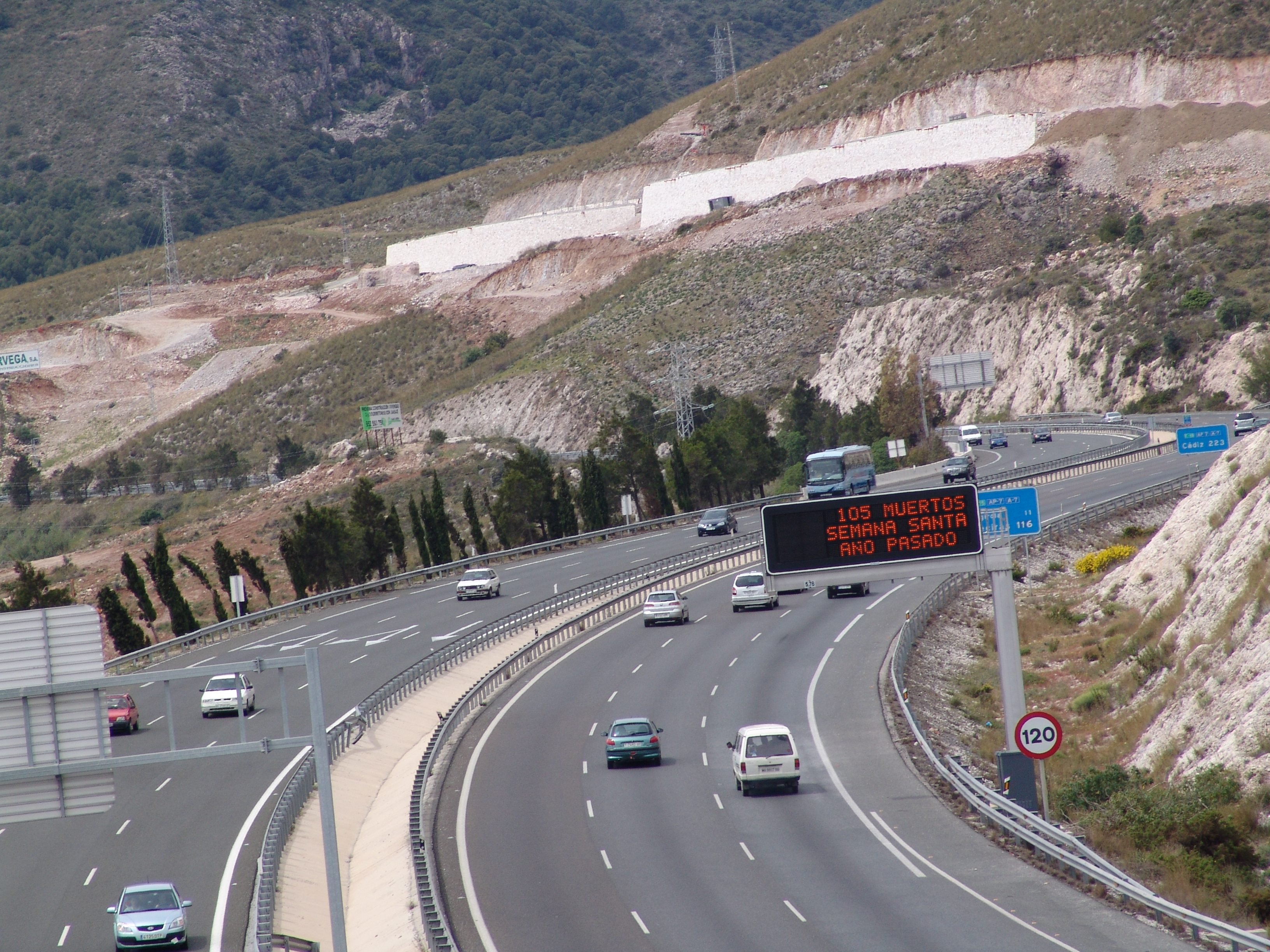
AP-7 в Андалусії.

Автомагістраль AP-7  Середземноморська автомагістраль (кат. Autopista de la Mediterrània) — іспанська autopista (шосе з контрольованим доступом). Пролягає вздовж середземноморського узбережжя Іспанії.
Ця автомагістраль є частиною Європейської мережі автомобільних доріг, відомої як E-15, і спочатку мала переважно платні ділянки та деякі безкоштовні, визначені Королівським указом 1421/02 від 27 грудня. Перша ділянка шосе була урочисто відкрита в 1969 році між Барселоною та Ґранульєсом. 1 квітня 2018 року держава врятувала дві ділянки2. З 1 січня 2020 року частина платних ділянок (Салоу-Аліканте) стала безкоштовною, а з 1 вересня 2021 року решта ділянок Каталонії (La Junquera-Salou) також стали безкоштовними, в обох випадках після закінчення запланованого періоду концесії.
З вересня 2021 року платними є лише ділянки Кільцева дорога Аліканте, ділянка між Кревільєнтом, провінція Аліканте, та Картахена, провінція Мурсія, ділянка між Картахеною та Вера, провінція Альмерія, і ділянка між Торремоліносом і Гвадіаро, в провінції Малага.
AP-7 має дві різні секції (911+96 км):

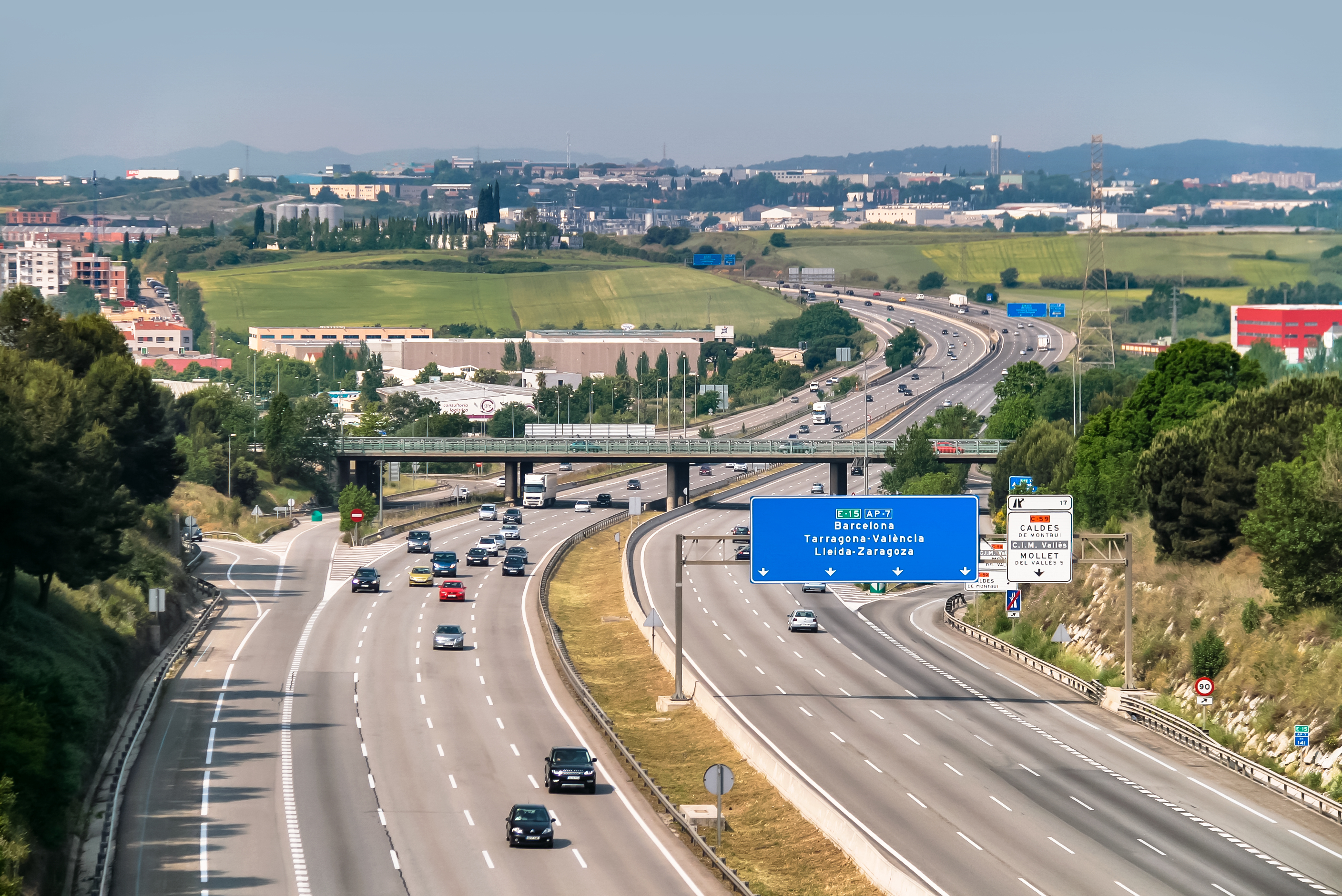
Автомагістраль AP-7, проходить через Мульєт-дал-Бальєс, вид на південь.

- Від Ла-Жункера до Вера: 911 км завдовжки. Основні міста:
  - Фігерас
  - Жирона
  - Сабадель
  - Барселона
  - Таррагона
  - Реус
  - Салоу
  - Ампоста
  - Кастельйон-де-ла-Плана
  - Сагунт
  - Валенсія
  - Гандія
  - Денія
  - Бенідорм
  - Аліканте
  - Ельче
  - Картахена
- Від Малаги до Гвадіаро: 96 км завдовжки. Основні міста:
  - Торремолінос
  - Бенальмадена
  - Фуенхірола
  - Марбелья
  - Естепона

## Трафік (середньодобова інтенсивність)
Середньодобова інтенсивність руху на AP-7 у 2016 році, за даними Міністерства громадських робіт, була такою:
| Розділ                        | IMD у 2016 році (авто/день) |
| ----------------------------- | --------------------------- |
| Ла Жункера-Монмало            | 45 919                      |
| Монмало-Ал-Папіол (Барселона) | 109 960                     |
| Барселона-Таррагона           | 52 443                      |
| Таррагона-Валенсія            | 18 582                      |
| Валенсія-Аліканте             | 18 107                      |
| Кільцева дорога Аліканте      | 6103                        |
| Аліканте-Картахена            | 19 914                      |
| Картахена-Вера                | 3340                        |
| Малага-Гвадіаро               | 29 762                      |